# ديفيد كيولار
ديفيد كيولار (بالإسبانية: David Cuéllar Taínta) هو لاعب كرة قدم إسباني، ولد في 1 نوفمبر 1979 في بنبلونة في إسبانيا. شارك مع منتخب إسبانيا تحت 18 سنة لكرة القدم ومنتخب إسبانيا تحت 20 سنة لكرة القدم. أما مع النوادي، فقد لعب مع أتلتيك بيلباو ب وأتلتيك بيلباو وخيمناستيك طركونة وريال مورسيا ونادي إلتشي ونادي باسكونيا ونادي ريوس ديبورتيو ونادي سالامانكا.

## وصلات خارجية
- ديفيد كيولار على موقع قاعدة بيانات كرة القدم.إي يو (الإنجليزية)
- ديفيد كيولار على موقع Soccerway.com (الإنجليزية)